# Mycalesis onatas
Mycalesis onatas är en fjärilsart som beskrevs av William Chapman Hewitson 1864.
Mycalesis onatas ingår i släktet Mycalesis och familjen praktfjärilar. Inga underarter finns listade i Catalogue of Life.